# Jean Buhot
Pour les articles homonymes, voir Buhot.
Jean Buhot, né Henry Jean Félix Buhot le 13 août 1885 dans le 9e arrondissement de Paris et mort le 31 août 1952 dans le 16e arrondissement, est un peintre, illustrateur et graveur sur bois français.

## Biographie
Fils de Félix Buhot, professeur d'art chinois et japonais à l'École du Louvre, il se fait connaître en exposant à la Rétrospective du Salon des indépendants de 1926 les toiles Grenelle, Coin d'atelier, La veillée, Dinard et Portrait.
Il est mort en même temps que son épouse Thérèse Fournier, à leur domicile, d'« un tragique accident ».

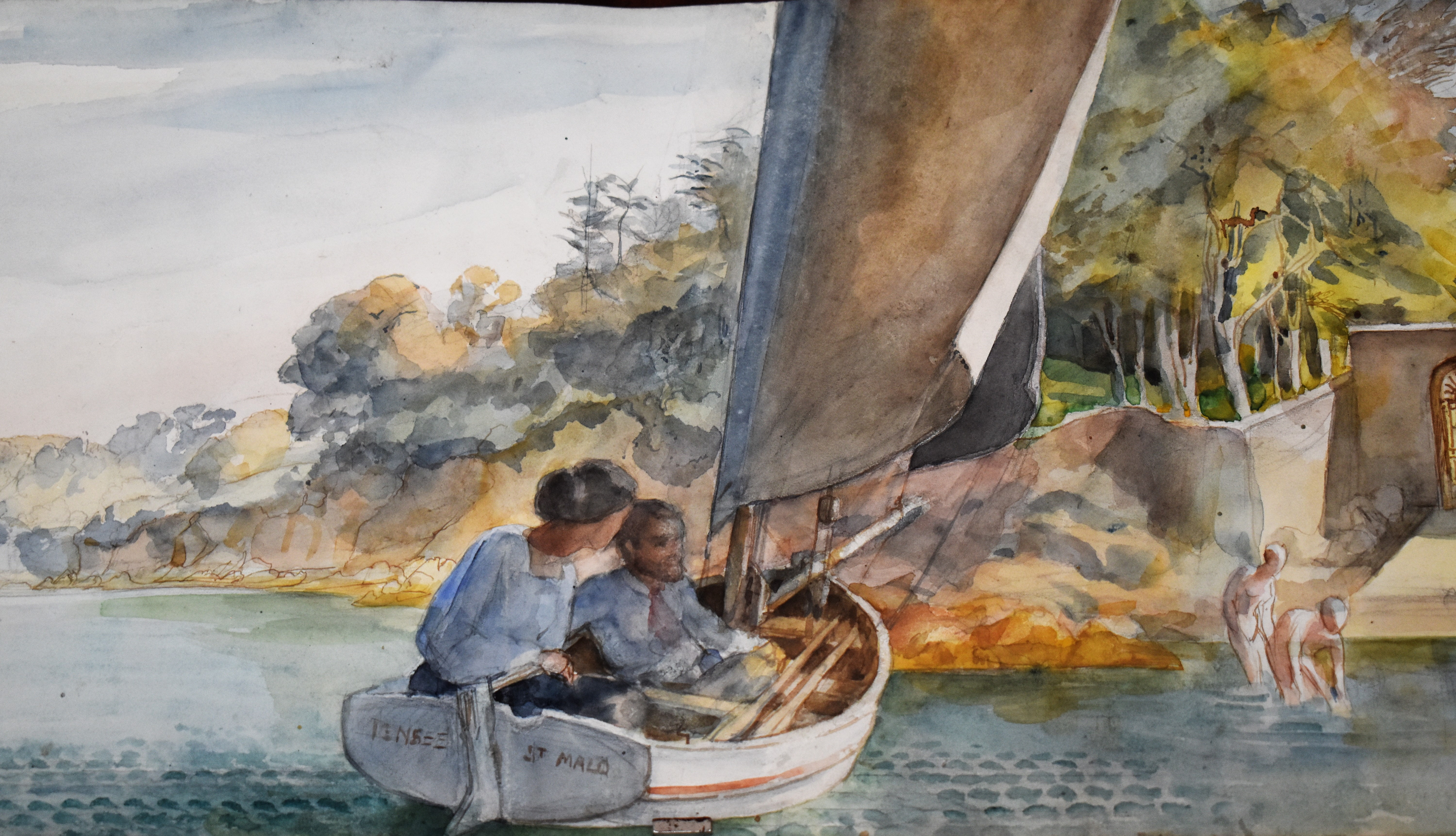
Jean et Thérèze Buhot (avant 1914) sur leur petit bateau La Pensée (détail du Premier rouleau de la Rance, aquarelle, années 1940, collection privée).